# Philodromus maculatovittatus
Philodromus maculatovittatus là một loài nhện trong họ Philodromidae.
Loài này thuộc chi Philodromus. Philodromus maculatovittatus được Embrik Strand miêu tả năm 1906.